# Casal de Cinza
Casal de Cinza es una freguesia portuguesa del concelho de Guarda, con 17,18 km² de superficie y 592 habitantes (2001). Su densidad de población es de 34,5 hab/km².